# باشگاه فوتبال چیتا
باشگاه فوتبال چیتا (انگلیسی: FC Chita) یک باشگاه فوتبال در شهر چیتا کشور روسیه است. این باشگاه در لیگ حرفه‌ای فوتبال روسیه بازی می‌کند. این باشگاه در سال ۱۹۷۴ تأسیس شده‌است. ورزشگاه لکوموتیو محل برگزاری بازی‌های خانگی این باشگاه است.